# Салла
Салла (фін. Salla; до 1936 року — Куолаярві фін. Kuolajärvi) — муніципалітет Фінляндії, розташований у провінції Лапландія. Займає площу 5 873,08 км2, з яких 142,75 км2 водні ресурси. Сусідні муніципалітети Кеміярві, Куусамо, Пелкосенніемі, Посіо і Савукоскі.

## Історія
Салла знаходиться у Східній Лапландії і як прикордонний район постраждав під час Другої світової війни. В ході Зимової війни війська Червоної армії вторглися у Фінляндію на напрямку Салли, але в ході бойових дій їх зупинила фінська армія. Після війни частина муніципалітету була передана Радянському Союзу, цю частину стали називати «Стара Салла» або Vanha Salla.
На початок війни продовження старе місто Салла знаходилось на радянській стороні кордону. Німецько-фінське командування провело операцію «Полярфукс», під час якого німецьке XXXVI командування особливого призначення генерала Г. Файге у взаємодії з частинами III фінського корпусу генерал-лейтенанта Я. Сііласвуо визволили місто Салла, яке було передане СРСР за умовами Московської угоди.
В кінці війни німецькі війська були витіснені з Лапландії фінськими військами в Лапландській війні.
До Радянського Союзу було передано територію, загальною площею близько 5000 км². Вона включала села: Алакуртті, Корья, Куолаярві, Лампела, Саллансуу, Юлякуртті, Туутіярві, Соваярві і Вуоріярві.